# Kaiden Guhle
Kaiden Guhle (Sherwood Park, Alberta, 18 de enero de 2002) apodado Guhles, es un jugador profesional canadiense de hockey sobre hielo que se desempeña en la posición de defensor izquierdo en Montreal Canadiens, equipo de la National Hockey League (NHL).

## Carrera
Fue seleccionado en la primera ronda en la NHL Entry Draft de 2020. En 2022 hizo su debut profesional con el equipo Montreal Canadiens, donde lleva jugando dos temporadas.